# أوريك للطيران
أوريك للطيران هي شركة طيران صغيرة مملوكة للقطاع الخاص مقرها في تنزانيا، وتعمل من مطار مواليمو جوليوس نيريري الدولي (JNIA) في دار السلام ومطار أروشا ومطار موانزا. توفر الشركة رحلات جوية مجدولة إلى 42 وجهة في شرق إفريقيا بالإضافة إلى رحلات طيران خاصة غير منتظمة حسب الطلب.

## الأسطول
يتكون أسطول شركة أوريك للطيران من الطائرات الست عشرة التالية (اعتبارًا من فبراير 2023):
| نوع الطائرة           | العدد | عدد المقاعد       | عدد المقاعد              | عدد المقاعد     | عدد المقاعد | ملاحظات     |
| نوع الطائرة           | العدد | درجة رجال الأعمال | الدرجة السياحية الممتازة | الدرجة السياحية | المجموع     | ملاحظات     |
| --------------------- | ----- | ----------------- | ------------------------ | --------------- | ----------- | ----------- |
| سيسنا 208 كارافان     | 4     | –                 | –                        | 12              | 12          | [ 5 ]       |
| سيسنا 208B-EX كارافان | 11    |                   |                          | 12              | 12          | [ 5 ]       |
| بومباردييه داش 8      | 1     | —                 | —                        | 39              | 39          | [ 6 ] [ 7 ] |
| المجموع               | 16    |                   |                          |                 |             |             |

## حوادث
- في 23 سبتمبر 2019، تحطمت طائرة من طراز سيسنا 208 غراند كارافان وتحمل رقم التسجيل 5H-AAM بعد وقت قصير من إقلاعها من مهبط سيرونيرا [الإنجليزية] مما تسبب في أضرار لا يمكن إصلاحها. قُتل الطيار (نيلسون مابيو) وراكب آخر وهو طيار متدرب في هذا الحادث.[8][9]